# Georg Wilhelm Steller
Georg Wilhelm Steller (n. 10 martie 1709 – d. 14 noiembrie 1746) a fost un zoolog, botanist, fizician și explorator german care a lucrat în Rusia și Alaska.

## Viața
În anul 1735 a obținut licența în medicină la Universitatea din Halle. Neavând mijloacele financiare de a ajunge la Sankt Petersburg, s-a angajat ca medic chirurg în slujba armatei ruse staționate la Danzig în contextul Războiului pentru succesiunea poloneză.
De la Danzig s-a îmbarcat spre Sankt Petersburg, unde s-a bucurat de sprijinul episcopului Teofan Prokopovici, un consiler al țarului Petru cel Mare.